# 齐亚拉瓦莱修道院

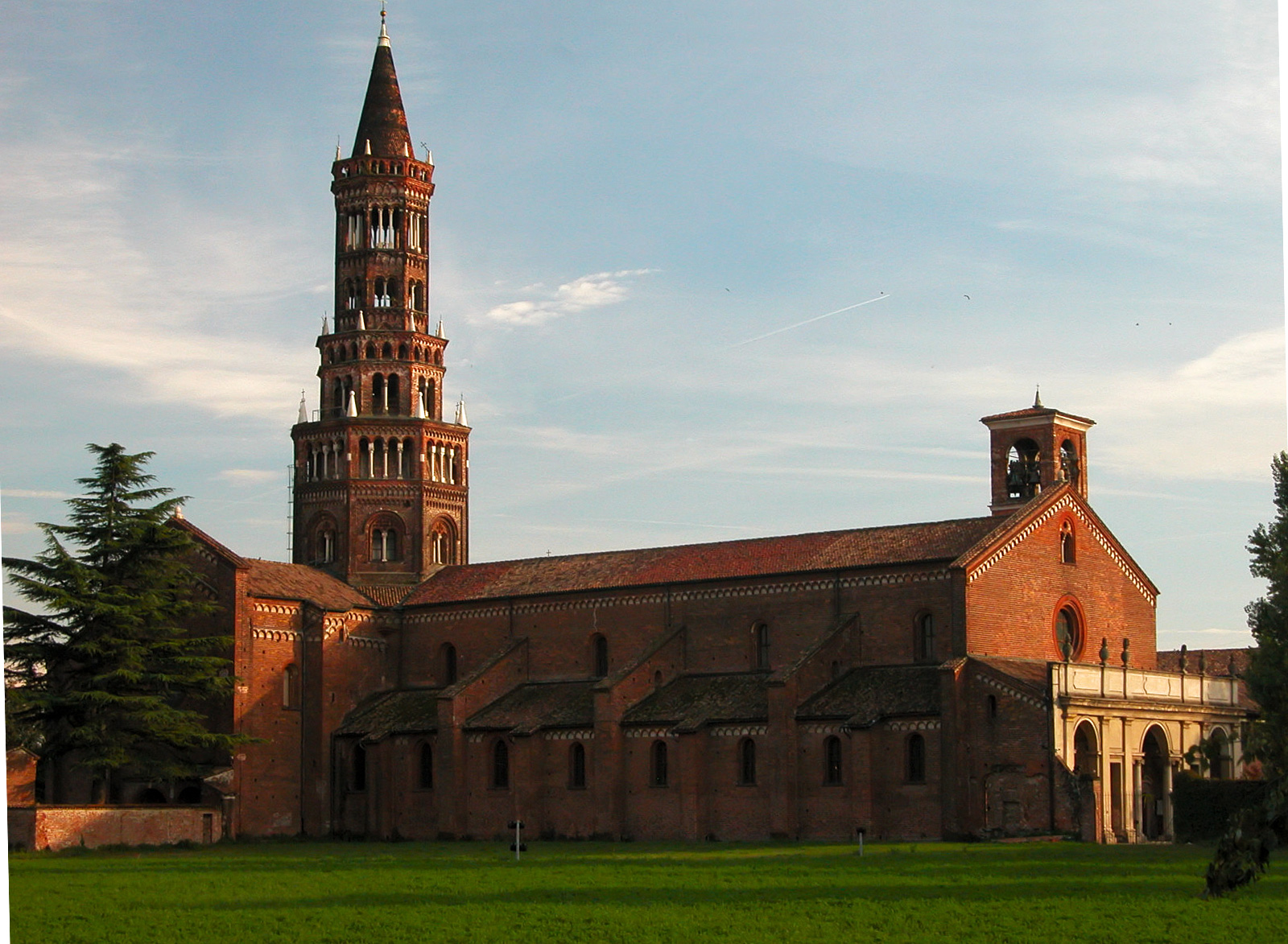
修道院教堂

齐亚拉瓦莱修道院（意大利语:Abbazia di Chiaravalle）是一个熙笃会修道院，位于意大利米兰。修道院周围曾是一个独立的市镇Chiaravalle Milanese，现在属于米兰第五区。 
修道院始建于1135年1月22日，为法国明谷修院（Clairvaux）的分院它是意大利最早的哥特式建筑之一，但仍保留了罗曼式建筑的影响。